# Guido Karp

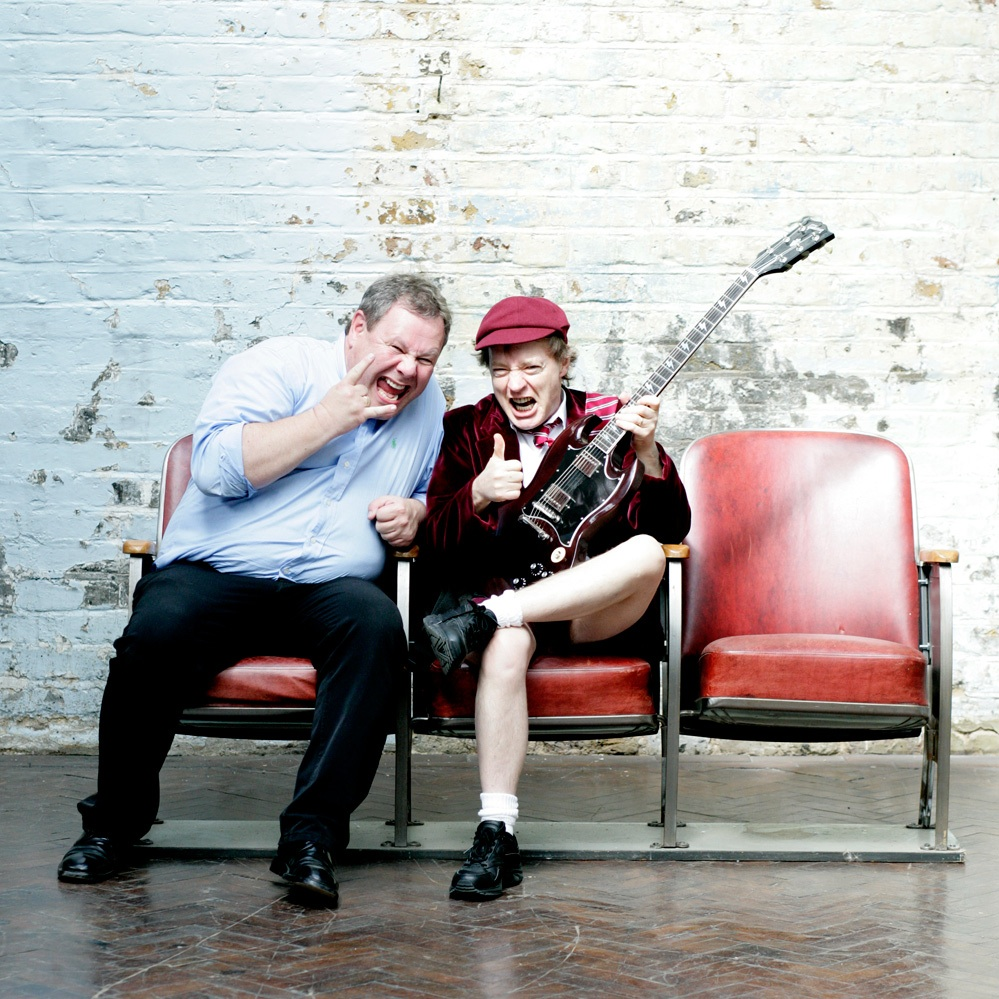
Guido Karp und Angus Young (AC/DC), London, August 2008

Guido Karp (* 23. Januar 1963 in Mayen, Rheinland-Pfalz) ist ein deutscher Fotograf.

## Leben
Guido Karp wuchs in Koblenz auf. Bereits als Schüler fotografierte er für die Schülerzeitung des Eichendorff-Gymnasiums und machte Künstler- und Konzertfotos. 1976 wurde sein Foto von Otto Waalkes in der Rhein-Zeitung veröffentlicht. Ein Jahr später waren mehrere Fotos des damals 14-jährigen im Rahmen einer Gemeinschafts-Ausstellung in der Liebfrauenkirche in Koblenz zu sehen. Der Werbefotograf Hans Joachim Bischoff wurde in dieser Zeit Karps Mentor. 1978 hatte Karp seine erste eigene Ausstellung im „Le Café“ in Boppard. Sein erstes Plattencover machte er für Thomas Anders’ Schallplatte Ich will nicht dein Leben.
1983 erschien mit einer Aufnahme von Wham! erstmals ein Foto von Karp auf dem Cover der Zeitschrift Bravo.  Im selben Jahr, unmittelbar nach dem erfolgreichen Abitur, stieg Karp in die Fotoszene ein und arbeitete als Freelancer für Bravo und Bild.
Nach vorzeitiger Beendigung seines Wehrdienstes 1984 begann Karp in Mainz ein Germanistik- und Publizistik-Studium, das er zugunsten eines Fotodesignstudium in Darmstadt abbrach. 1986 absolvierte Karp ein Praktikum in den Newton Studios in Sydney. Im selben Jahr fotografierte er in Australien erstmals eine Konzert-Tour. Künstler waren Elton John und The Melbourne Symphony Orchestra. Durch seine Kontakte zu den europäischen Musikmedien wurde Karp zu einem Vermittler australischer Pop- und Rock-’n’-Roll-Bands in Europa.
Von da an wurde er bis heute als Fotograf für Tourneen gebucht und erhielt Aufträge u. a. von AC/DC, Modern Talking, Genesis, John Farnham und Michael Jackson. Guido Karp arbeitete außerdem z. B. für Tokio Hotel, Bon Jovi, Die Flippers, HIM, Backstreet Boys, Dire Straits, Tina Turner, Rammstein. Er fotografierte bis zu 250 Shows im Jahr.
1988 gründete Karp zusammen mit seinem damaligen Assistenten Oliver Brenneisen die Konzertfoto-Agentur „The FAN Association“. Der Name „The FAN Association“ bezieht sich darauf, dass diese Agentur ihre Fotos, anders als klassische Bild-Agenturen, nicht nur an Print- und andere Medien, sondern – basierend auf weltexklusiven Lizenzverträgen mit den abgebildeten Künstlern – auch an Konzertbesucher direkt verkaufte. Die ersten drei Projekte von „The FAN Association“ waren Fotoserien von Spandau Ballet, Howard Carpendale und „The Wall“ mit Pink Floyd am Potsdamer Platz in Berlin. Im Jahr 2000 musste im Rahmen einer Internationalisierung die Agentur umfirmiert werden in „FansUNITED“, weil das Wort „Association“ im Hinblick auf eine Firmierung in Neuseeland und Kanada karitativen Vereinigungen vorbehalten ist.
Zwischen 2001 und 2009 bestand eine Zusammenarbeit zwischen Guido Karp und dem Regisseur und Lichtkünstler Gert Hof, dessen Mega-Events Karp fotografierte. Aufnahmen von ihm erschienen in den beiden Gert-Hof-Bildbänden „Obsessions“ (2003) und „Leasing the sky“ (2006).
Seit 2002 ist Guido Karp Lead-Fotograf der international erfolgreichsten Vorher-Nachher-Show Princess for one day (P41D) und regelmäßig Tutorialgast auf der Fotomesse „Photokina“. Seine publikumsnahen Performances setzt Karp nach wie vor auch im Rahmen von nationalen und internationalen Workshop-Reihen fort. Seit 2006 engagiert sich Karp im Rahmen des von ihm initiierten Projekts „Fotografie statt Gewalt an Schulen“.
Am 28. Dezember 2004 heiratet Guido Karp seine zweite (und aktuelle) Ehefrau Nicole Karp, geb. Iwwerks.
2015/2016 stand Karp neben seinen Aktivitäten als Musikfotograf zum 17. Mal im Mittelpunkt der Sat1/Pro7/sixx Kampagne für den Foto-Beauty-Event „Princess for one day“.
2018 erlitt Karp einen zweiten Schlaganfall, der ihn eine Zeit körperlich einschränkte. Zur Photokina im Mai war er aber bereits wieder so genesen, dass er seiner Aufgabe als Gastgeber der Mainstage voll nachkommen konnte. Es folgten umfangreiche fotografische Tourneebegleitungen, u. a. Mark Knopfler und Alphaville, überwiegend in den USA.
Am 14. März 2020 kam Karp's Business durch den Lockdown in Deutschland zum Erliegen. Nach einer Auszeit und Neuorientierung fokussierte sich der mittlerweile Siebenundfündzigjährige auf #karpademy – ein Scholarship, in dem Karp zehn Fotografen staatlich gefördert für ein Jahr fotografisch als auch als kaufmännischer Mentor begleitet.
2020 tourte Karp mit dem Charityprojekt #kuenstlerhelfen in Deutschland und fotografierte – aufgrund von Reisebeschränkungen von COVID-19 – hauptsächlich deutsche Künstler wie z. B. The Scorpions, Thomas Anders, Thomas D. Die signierten Exponate sollen zugunsten derjenigen verkauft werden, die vom System „vergessen“ wurden – Roadies, Verkäufer und Caterer der Künstler-Tour-Familie. Ziel war es, Gelder für Bedürftige zu sammeln.
2023 war Karp erneut Fotograf bei Princess for one day - auf deren 20th Anniversary Tour, der bisher umfangreichsten Tournee.
Am 29. Februar 2024 veröffentlichte die Royal Mail ein achtteiliges Briefmarkenset in Erinnerung an Maurice Gibb von den Bee Gees. Alle acht Fotos sind von Guido Karp.
Bis heute hat Guido Karp die Coverfotos für mehr als 1.000 Musik-CDs und -DVDs gemacht, darunter befindet sich sowohl das Coverfoto der weltweit meistverkauften Single „Elton John – Candle in the Wind“ als auch das der weltweit meistverkauften Musik-DVD „Robbie Williams – Live at the Albert“.

### Ausstellungen, Mitgliedschaften
- 2007 hielt Karp auf der CeBIT einen Vortrag zum Thema Ist Fotografie heute eine Frage der Materialschlacht? Die fotografische Umsetzung seines Credos „Es ist der Fotograf, der das Bild macht, nicht die Kamera“ fand ihren Ausdruck im Buch The Nudes mit Akt-Fotos, die Karp mit einem Handy aufgenommen hatte. Bis dahin war inszenierte professionelle Fotografie mit dem Handy unbekannt. Dem folgte eine Ausstellungsserie durch Europa.[13]
- 2008 waren im Landesmuseum Koblenz Guido Karps Porträtfotos von Keith Richards und Andy Klein im Rahmen einer Gemeinschaftsausstellung zu sehen. Beide Fotos wurden in die Sammlung bedeutender Kunst des Landes Rheinland-Pfalz aufgenommen.[14]
- 2009 initiierte Karp ein internationales Ausstellungsprojekt mit dem Titel „Singvögel“, eine Retrospektive seiner Arbeit als Konzertfotograf, in deren Rahmen seine bekannten Fotos u. a. von den Rolling Stones und Robbie Williams gezeigt wurden.[15]
- 2009 wurde Karp zusammen mit seinem legendären Sting-Porträt von Tim Mantoani für dessen Projekt der „200 most relevant contemporary photographers“ mit einer 20×24-inch Polaroid Kamera fotografiert. Das Foto ist seitdem Teil der Ausstellungsserie „Behind Photographs – Archiving Photographic Legends“. Im Oktober 2011 wurde in New York das gleichnamige Buch mit allen 200 Fotos veröffentlicht.[16]
- Karp ist Mitglied der American Society of Media Photographers (ASMP). Seit 1999 ist er beim Copyright Office der USA als Künstler offiziell registriert. Seine Arbeiten werden als besonders schützenswert unter www.copyright.gov gelistet.[17]
- 2012–2014 war Karp Hauptjurymitglied für den LEA Live Entertainment Award.
- 2013/2014 tourte Karp anlässlich seines 50. Geburtstags mit dem Ausstellungskonzept „Singvögel“ – einer Retrospektive seiner Arbeit als Konzertfotograf – durch Europa. Der deutsche Automobilbauer Opel würdigte diese Aktivität und baute ihm einen über und über mit seinen besten Fotos versehenen Opel Adam.[18]
- Anfang 2014: eine vielbeachtete Business-Tutorial-Tournee durch 50 Universitäten und Kunsthochschulen Deutschlands, Österreichs und der Schweiz.
- 2015/2016 Tourneen mit AC/DC, KISS, U2. Große Praxis-Workshop-Tournee mit dem renommierten Playboy-Fotografen David Mecey. Erneut Lead-Fotograf bei „Princess for one day“.

## Auszeichnungen
- Guido Karp wurde 1987, 1988 und 1992 für den Award des Music Photographer of the Year nominiert, den er 1988 und 1992 gewann.
- 2002 wurde Karp in New York als einer von zehn Fotografen aufgenommen in die Reihe der „Leading photographers of the world“.

## CD-Cover (Auswahl)
| - AC/DC: Black Ice - Bee Gees: Live in Berlin - Dire Straits: On Every Street - Live - Chris de Burgh: Live in Dortmund - Elton John: Candle in the Wind - Genesis: Live in Rome - Helene Fischer: Live - Howard Carpendale: Live in Berlin - Manowar: Gods of War - Michael Jackson: This is it - Münchner Freiheit: XVII - Phil Collins: The first final farewell tour - Robbie Williams: Live at the Albert - Robbie Williams: Surpreme - Rolling Stones: No Security - Paul McCartney: Paul is live - Pur: Pur Live - Sting: Soul Cages - Thomas Anders: This Time - Take That: The Ultimate Tour - Take That: Beautiful World Live - Tina Turner: All the best |

## Bücher
- Guido Karp: Volume IV. 2004, limited to 500 copies
- Guido Karp: Music for your eyes. 2006, ISBN 978-3-8238-1416-0
- Guido Karp: The Nudes - Photography with a Cyber-shot Mobile. 2007, ISBN 3-89602-783-2
- Guido Karp: Singvögel. 2009 (Zweitauflage 2013, Drittauflage 2014, ISBN 978-0-9898129-0-0)